# Lia Nogueira
Lia Nogueira (Dourados),  é uma política brasileira, filiada ao PSDB. 
Nas eleições de 2022, foi eleita deputada estadual por MS.